# We are not alone (Breaking Benjamin)
We Are Not Alone is het tweede studioalbum van de Amerikaanse hardrockband Breaking Benjamin. Verschijningsdatum was 28 juni 2004.

## Tracklist
1. "So Cold"   4:33
2. "Simple Design"   4:15
3. "Follow"   3:18
4. "Firefly"   3:08
5. "Break My Fall"   3:25
6. "Forget It"   3:38
7. "Sooner or Later"   3:39
8. "Breakdown"   3:36
9. "Away"   3:12
10. "Believe"   3:20
11. "Rain"   3:25